# Principe de cohérence de Novikov
 (juillet 2017).
Si vous disposez d'ouvrages ou d'articles de référence ou si vous connaissez des sites web de qualité traitant du thème abordé ici, merci de compléter l'article en donnant les références utiles à sa vérifiabilité et en les liant à la section « Notes et références ».
Le principe de cohérence de Novikov est un principe développé par le professeur Igor Novikov au milieu des années 1980 pour résoudre le problème des paradoxes liés au voyage dans le temps.

## Enoncé du principe et implications

Une boule de billard qui entre en collision avec elle-même après voyage temporel est déviée de sa trajectoire.

Le principe de Novikov affirme que la probabilité d'existence d'un événement pouvant provoquer un paradoxe est nulle. Plutôt que d'étudier les modèles habituels pour de tels paradoxes, comme le paradoxe du grand-père au sein duquel un voyageur dans le temps tue son propre grand-père avant même qu'il ne rencontre sa grand-mère, Novikov utilisa un modèle mécanique qui était plus transposable aux mathématiques. Dans ce modèle, une boule de billard est lancée dans un trou de ver de telle façon qu'elle revienne dans le temps et entre en collision avec elle-même, la déviant ainsi de sa trajectoire et l'empêchant d'entrer dans le trou de ver.
Novikov a découvert qu'il existait beaucoup de trajectoires pouvant résulter des mêmes conditions initiales. Par exemple, la boule de billard pourrait se heurter elle-même légèrement, entraînant une modification légère de sa trajectoire dans le passé et donc se heurtant légèrement dans le passé. Cette séquence d'événements (représentant en fait une boucle de causalité) est complètement cohérente et il n'en résulte pas de paradoxe. Novikov a trouvé (prouvé ?) que la probabilité d'un tel événement cohérent était non nulle, et que la probabilité des événements incohérents est nulle, donc quelles que soient les actions entreprises par un voyageur dans le temps, il finira toujours par accomplir des actions cohérentes ne menant pas à un paradoxe.
La logique de boucle temporelle est une application de ce principe aux ordinateurs capables d'envoyer des informations dans le passé.
Le principe de cohérence de Novikov suppose certaines conditions précisant quelles sortes de voyages dans le temps sont possibles. Plus précisément, il présuppose la notion d'existence contrefactuelle, qui précise qu'il existe une seule ligne de temps et que plusieurs lignes de temps ne sont pas possibles ou sont inaccessibles.
Certains considèrent que le principe de cohérence de Novikov est simplement une tautologie, c'est-à-dire un principe qui ne peut pas être faux et qui ne nécessite aucune justification.

## Applications dans la fiction
- Le chapitre 32 du roman L'Affaire Jésus d’Andreas Eschbach, paru en 2016, débute par un extrait de l'article Principe de cohérence de Novikov paru sur Wikipédia.
- The Flash, saison 1, épisode 14 Fallout : le Dr Harrison Wells aborde la possibilité de l'existence du voyage temporel en précisant que si un tel voyage était hypothétiquement possible, il serait parsemé d'embûches, soulevant ainsi le principe de l'auto-cohérence de Novikov qui stipule entre autres que si l'on voyage dans le passé pour modifier un évènement l'on finit fatalement par devenir la cause de la conséquence de l'événement qu'on cherchait à modifier.